# Syllegomydas proximus
Syllegomydas proximus är en tvåvingeart som beskrevs av Seguy 1928. Syllegomydas proximus ingår i släktet Syllegomydas och familjen Mydidae. Inga underarter finns listade i Catalogue of Life.